# Bernardino Malpizzi
Bernardino Malpizzi (Mantova, 1553 – 10 novembre 1623) è stato un pittore italiano tardo-manierista.

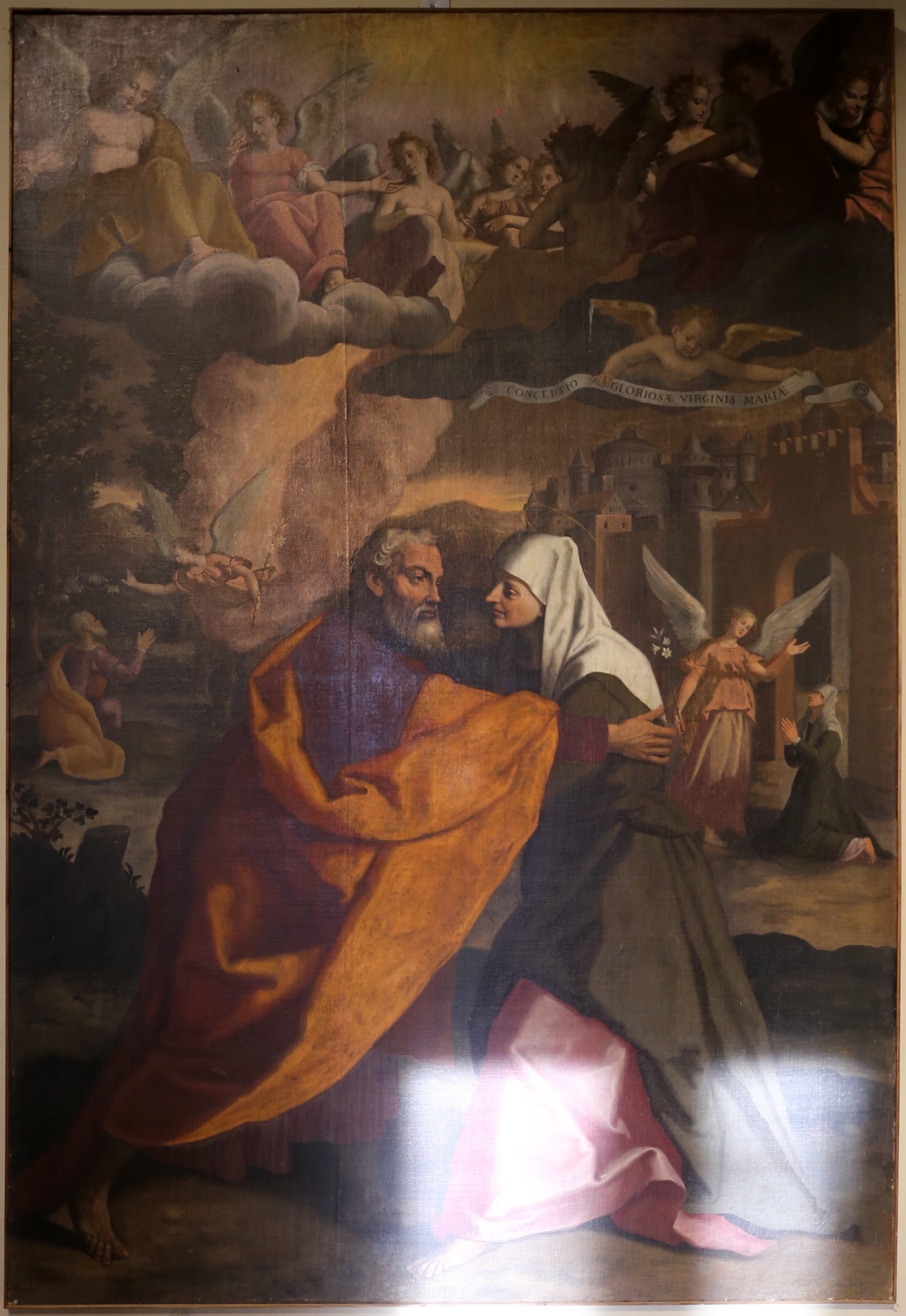
Incontro alla Porta Aurea, Mantova, palazzo Ducale

Fu probabilmente allievo di Teodoro Ghisi e lavorò alla corte dei Gonzaga di Mantova alle dipendenze del duca Vincenzo I.

## Opere
- San Domenico, pala, 1595-1599, Duomo di Mantova
- Madonna con Bambino e San Filippo Benizzi, 1595-1600, Chiesa di San Barnaba (Mantova)